# Dustin Willms
Dustin Willms (* 30. Juni 1999 in Werne) ist ein deutscher Fußballspieler. Der Stürmer steht ab Juli 2025 bei den Sportfreunden Siegen unter Vertrag.

## Karriere
Willms wurde in Werne geboren, fing aber als Vierjähriger im nahe gelegenen Nordkirchen beim SV Südkirchen mit dem Fußballspielen an. Als C-Jugendlicher wurde er nach zwei Jahren beim VfB Waltrop, der sich im Einzugsgebiet des FC Schalke 04 befand, in dessen Nachwuchsleistungszentrum aufgenommen. Schoss er in der U17 noch regelmäßig Tore, tat sich der Angreifer in der A-Jugend schwerer und hatte das Nachsehen gegenüber späteren Profis wie Haji Wright, Florian Krüger oder Benjamin Goller. Sein letztes U19-Jahr verbrachte der Münsterländer bei Fortuna Düsseldorf, dessen A-Jugend wie die des FC Schalke in der Juniorenbundesliga antrat. Trainer Siniša Šuker rotierte häufig im Angriff, setzte neben Willms auch Shinta Appelkamp, Timo Bornemann oder Alen Muharemi regelmäßig ein; Willms konnte acht direkte Torbeteiligungen vorweisen und stand einmal im Kader der zweiten Herrenmannschaft in der Regionalliga.
Neben Luca Kazelis war er der einzige Stürmer, der im Sommer 2018 aus der A-Jugend in diese integriert wurde. Nach einigen Startelfeinsätzen zu Saisonbeginn setzte Übungsleiter Nicolas Michaty auf den effektiveren Joshua Endres, in der Rückrunde wurde Willms erst in den letzten beiden Partien wieder voll eingesetzt. Nach Endres’ Wechsel zum Ligakonkurrenten Rot-Weiss Essen wurde dem Stürmer, der mittlerweile auch auf den Flügeln spielte, wieder regelmäßig das Vertrauen geschenkt, in 19 Ligaspielen kam er bis zum Saisonabbruch in Folge der COVID-19-Pandemie auf vier Tore. Zur Drittligasaison 2020/21 wurde Willms vom FSV Zwickau verpflichtet, den neben dem erfolgreichen Leihspieler Elias Huth noch zwei weitere Angreifer verlassen hatten und der in der Vorsaison knapp den Klassenerhalt geschafft hatte. Zur Saison 2022/23 wechselte Willms zum SC Fortuna Köln in die Regionalliga West. In der Spielzeit 2022/2023 erzielte Willms 11 Treffer in 26 Ligaspielen für die Fortuna. Im Mittelrheinpokal kam er ebenfalls zu einem Einsatz, bei dem er 1 Treffer erzielen konnte.
Nach einer Spielzeit bei der Fortuna, wechselte Willms innerhalb der Regionalliga West zu Alemannia Aachen.
Im Januar 2025 wechselte er zum MSV Duisburg. Am Ende der Saison verließ er den Verein jedoch wieder und wechselte zu den Sportfreunden Siegen.

## Erfolge
- Meister der Regionalliga West: 2024 (mit Alemannia Aachen)
- Mittelrheinpokal-Sieger: 2024 (mit Alemannia Aachen)
- Meister der Regionalliga West: 2025 (mit dem MSV Duisburg)